# Jay Clarke
Jay Alexander Clarke (Derby, 27 juli 1998) is een Britse tennisser. Hij is prof sinds 2016. Hij won nog geen toernooien in het ATP en challengercircuit.

## Resultaten grote toernooien
| Legenda | Legenda                          |
| ------- | -------------------------------- |
| g.t.    | geen toernooi gehouden           |
| l.c.    | lagere categorie                 |
| –       | niet deelgenomen                 |
| G       | uitgeschakeld in de groepsfase   |
| 1R      | uitgeschakeld in de eerste ronde |
| 2R      | uitgeschakeld in de tweede ronde |
| 3R      | uitgeschakeld in de derde ronde  |
| 4R      | uitgeschakeld in de vierde ronde |
| KF      | uitgeschakeld in de kwartfinale  |
| HF      | uitgeschakeld in de halve finale |
| F       | de finale verloren               |
| W       | het toernooi gewonnen            |
| w-v     | winst/verlies-balans             |

### Enkelspel
| grandslamtoernooien  |      |      |      |    |
| Australian Open      | –    | –    | –    | –  |
| Roland Garros        | –    | –    | –    | –  |
| Wimbledon            | 1R   | 2R   | g.t. | 1R |
| US Open              | –    | –    | –    |    |
| olympisch            |      |      |      |    |
| Olympische Spelen    | g.t. | g.t. | g.t. |    |
| statistieken         |      |      |      |    |
| totaal aantal titels | 0    | 0    | 0    | 0  |
| eindejaarsranking    | 233  | 154  | 187  |    |

### Dubbelspel
| grandslamtoernooien  |      |      |      |      |    |
| Australian Open      | –    | –    | –    | –    | –  |
| Roland Garros        | –    | –    | –    | –    | –  |
| Wimbledon            | 3R   | 1R   | 1R   | g.t. | 1R |
| US Open              | –    | –    | –    | –    |    |
| olympisch            |      |      |      |      |    |
| Olympische Spelen    | g.t. | g.t. | g.t. | g.t. |    |
| statistieken         |      |      |      |      |    |
| totaal aantal titels | 0    | 0    | 0    | 0    | 0  |
| eindejaarsranking    | 255  | 432  | —    | —    |    |